# Sandnäs gård
Sandnäs gård (finska: Santamäen kartano) är en herrgård i byn Launonen i Loppis kommun i det finländska landskapet Egentliga Tavastland. Herrgårdens nuvarande huvudbyggnad byggdes av Hjalmar Gabriel Paloheimo år 1894. I anslutning till gården fanns olika slags industribyggnader såsom en såg, en tegelfabrik, mejeri, kvarn och odlad mark.
År 2023 blev gården med tomten av 1,2 hektar till salu för 1 295 000 euro. Sandnäs gård är en värdefull kulturmiljö av riksintresse och därmed skyddat enligt lag.

## Historia och arkitektur
Sandnäs gård bildades under 1800-talet. Som stamhemman fungerade en tredjedel av Seppälä säteri.
År 1889 gifte Gabriel Paloheimo (före detta Brander) sig med Sandnäs gårds dotter Elin Hernberg. Samtidigt köpte Paloheimo gården från Hernbergs sterbhus. År 1890 grundade Paloheimo ett sågverk i anslutning till gården och i mitten av 1890-talet grundades en liten tegelfabrik. I början av 1900-talet blev Paloheimo delägare i Riihimäki glasbruk. Efter att hustrun avled gifte Paloheimo om sig med Ida Andersson från Kromu gård.
År 1908 färdigställdes en liten järnväg, Riihimäki-Loppis järnväg, som gick via Sandnäs gård. Först använde järnvägen hästar som dragkraft, men år 1911 började man använda ånglokomotiv istället för hästar.
På gårdsområdet ligger tre huvudbyggnader från olika år. Omkring byggnaderna finns en stor park med stenmur. Den äldsta huvudbyggnaden härstammar antagligen från 1700-talet men den har utvidgats flera gånger på 1800-talet. År 1894 färdigställdes den andra huvudbyggnaden enligt arkitekt H. R. Helins ritningar. Det finns tillsammans 16 rum, två kök, två badrum och två balkonger i byggnaden. Bostadsytan är 791 kvadratmeter. Den nyaste huvudbyggnaden i tegel färdigställdes 1920 och huset har ritats av Yrjö Sadeniemi.
Till Sandnäs gårds ekonomibyggnader hör bland annat spannmålsmagasinet och stallet från 1870-talet och vattentornet från 1890-talet. Gårdsarbetarnas bostäder är byggda på 1890-talet och 1910-talet.

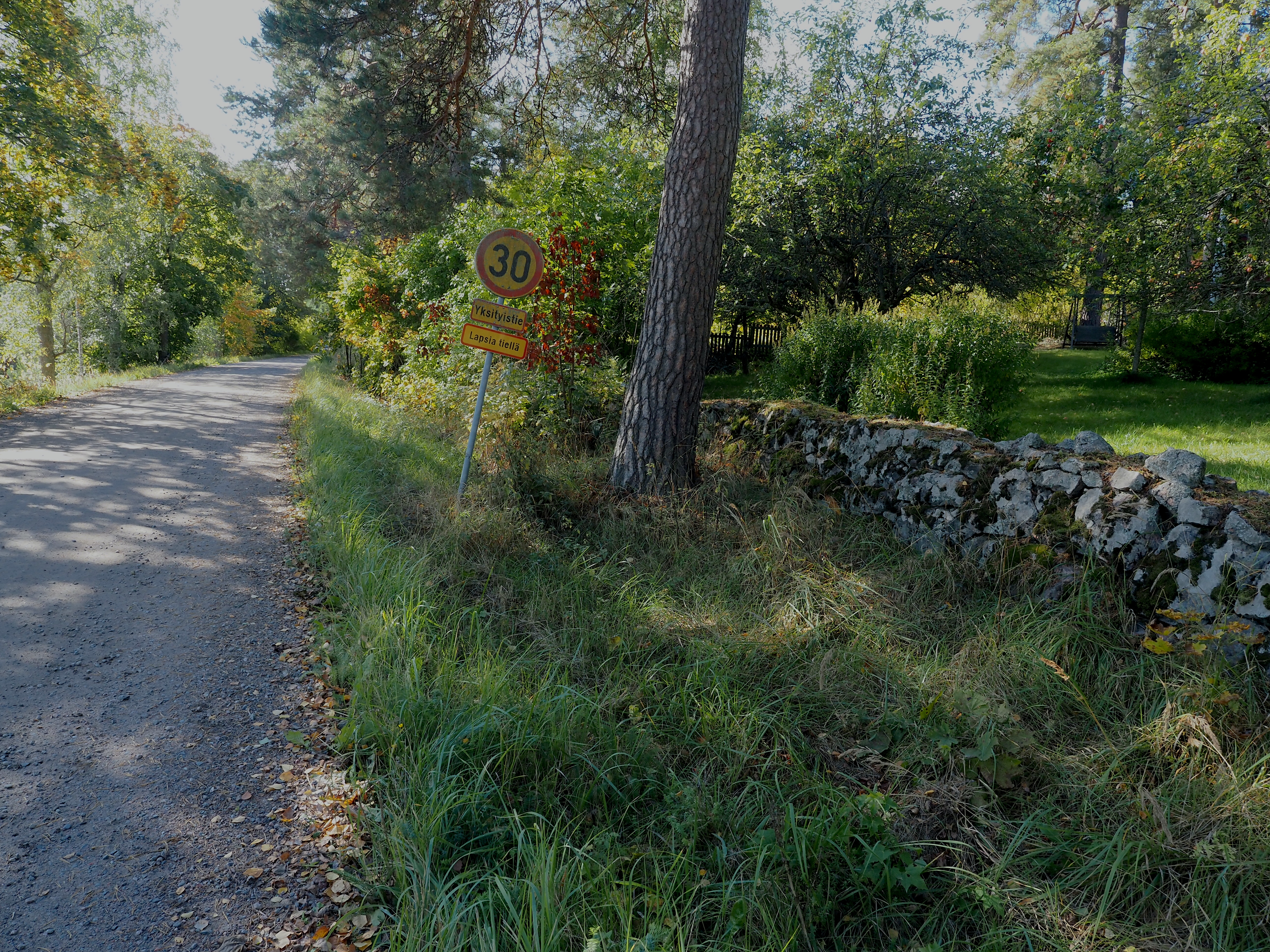
Sandnäs gårds park med stenmur.
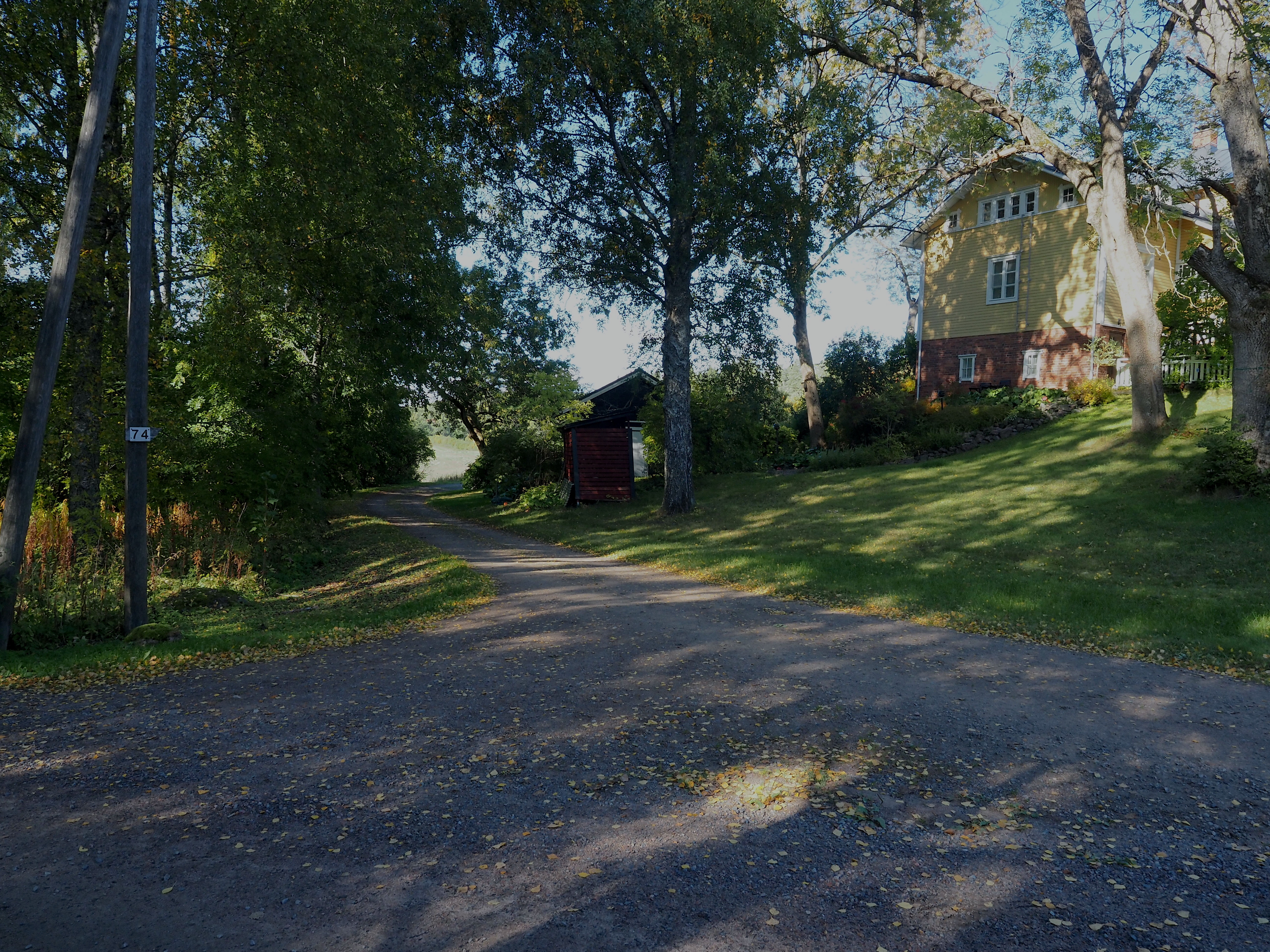
Byggnader vid Sandnäs gård.
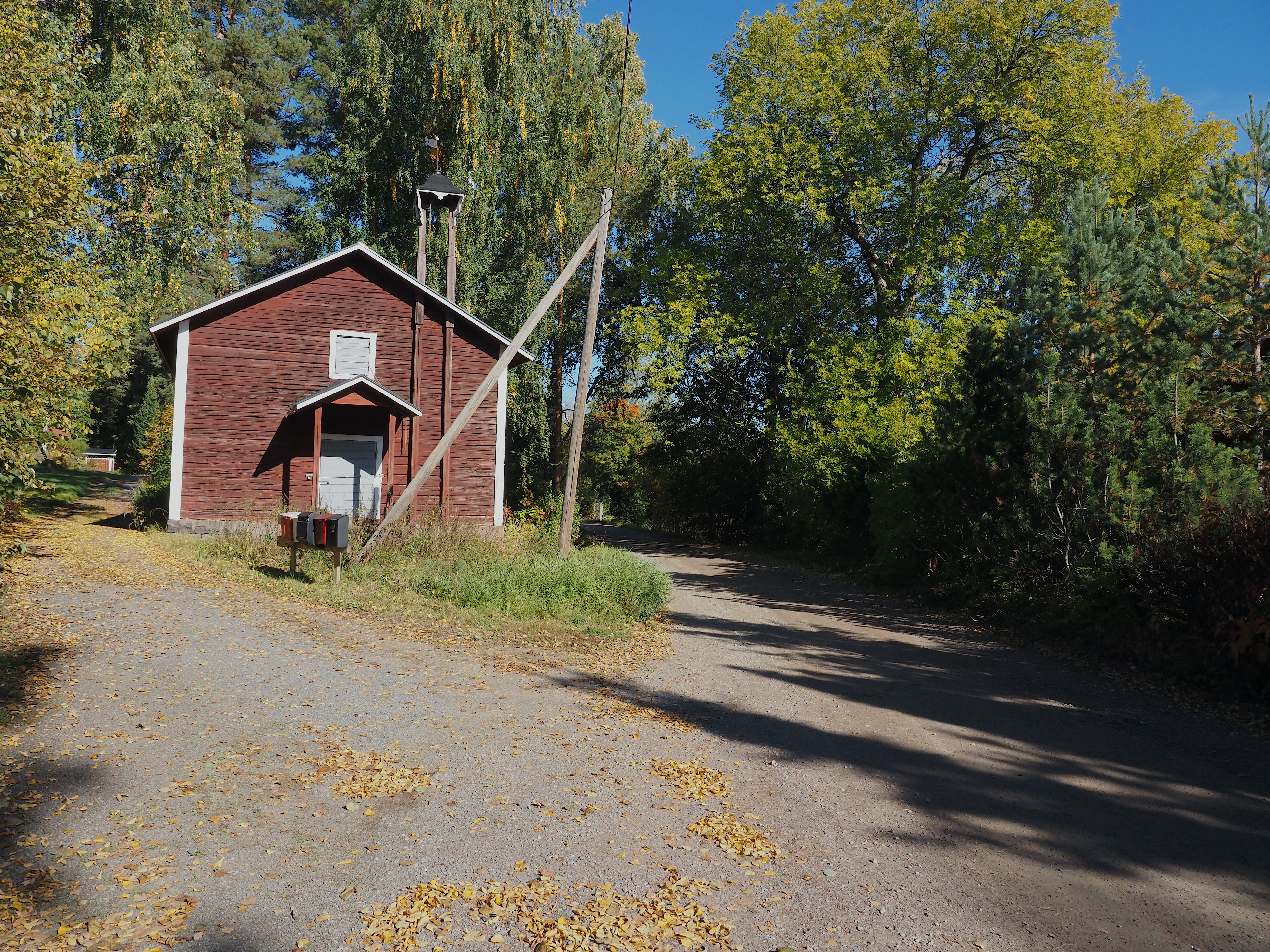
Spannmålsmagasin vid Sandnäs gård.